# Иллеш, Бела (футболист)
Бела Иллеш (венг. Béla Illés, родился 27 апреля 1968 в Шарваре) — венгерский футболист, игравший на позиции атакующего полузащитника и известный преимущественно по играм за венгерский МТК. Дважды признавался лучшим футболистом года в Венгрии.

## Биография
Дебютировал в возрасте 19 лет за «Халадаш» 19 октября 1986 года против клуба «Татабанья». После 1992 года играл также за «Гонвед» и МТК, большую часть карьеры провёл в составе последнего. Четырежды становился чемпионом страны, трижды выигрывал Кубок Венгрии и один раз Суперкубок (2003). В сборной провёл 64 игры и забил 15 голов. В настоящее время является президентом ФК «Халадаш».

## Достижения

### Клубные
- Чемпион Венгрии: 1992/1993 (Гонвед), 1996/1997, 1998/1999, 2002/2003 (МТК)
- Серебряный призёр чемпионата Венгрии: 1999/2000 (МТК)
- Обладатель Кубка Венгрии: 1997, 1998, 2000
- Обладатель Суперкубка Венгрии: 2003

### Личные
- Лучший бомбардир чемпионата Венгрии по футболу: 1994, 1997, 1999
- Футболист года в Венгрии: 1994, 1997

## Голы за сборную
|    | Дата             | Место     | Противник            | Счёт | Турнир                                    |
| -- | ---------------- | --------- | -------------------- | ---- | ----------------------------------------- |
| 1  | 23 марта 1994    | Линц      | Австрия              | 1:1  | Товарищеский матч                         |
| 2  | 1 июня 1994      | Эйндховен | Нидерланды           | 1:7  | Товарищеский матч                         |
| 3  | 29 марта 1995    | Будапешт  | Швейцария            | 2:2  | Чемпионат Европы 1996 (отборочный турнир) |
| 4  | 11 ноября 1995   | Будапешт  | Исландия             | 1:0  | Чемпионат Европы 1996 (отборочный турнир) |
| 5  | 10 сентября 1997 | Будапешт  | Азербайджан          | 3:1  | Чемпионат мира 1998 (отборочный турнир)   |
| 6  | 29 октября 1997  | Будапешт  | Югославия            | 1:7  | Чемпионат мира 1998 (отборочный турнир)   |
| 7  | 25 марта 1998    | Вена      | Австрия              | 3:2  | Товарищеский матч                         |
| 8  | 25 марта 1998    | Вена      | Австрия              | 3:2  | Товарищеский матч                         |
| 9  | 20 апреля 1998   | Тегеран   | Иран                 | 2:0  | Товарищеский матч (LG Cup)                |
| 10 | 10 октября 1998  | Баку      | Азербайджан          | 4:0  | Чемпионат Европы 2000 (отборочный турнир) |
| 11 | 10 марта 1999    | Будапешт  | Босния и Герцеговина | 1:1  | Товарищеский матч                         |
| 12 | 27 марта 1999    | Будапешт  | Лихтенштейн          | 5:0  | Чемпионат Европы 2000 (квалификация)      |
| 13 | 3 июня 2000      | Будапешт  | Израиль              | 2:1  | Товарищеский матч                         |
| 14 | 16 августа 2000  | Будапешт  | Австрия              | 1:1  | Товарищеский матч                         |
| 15 | 11 октября 2000  | Каунас    | Литва                | 6:1  | Чемпионат мира 2002 (квалификация)        |